# Флаги Нижегородской области
Список флагов муниципальных образований Нижегородской области Российской Федерации.
На 1 января 2020 года в Нижегородской области насчитывалось 368 муниципальных образований — 15 городских округов, 37 муниципальных районов, 51 городское поселение и 265 сельских поселений.

## Флаги городских округов
| Флаг | Наименование                                 | Дата утверждения                 | Номер в ГГР |
| ---- | -------------------------------------------- | -------------------------------- | ----------- |
|      | Флаг городского округа город Нижний Новгород | 20 декабря 2006                  | 3063        |
|      | Флаг городского округа город Арзамас         | 17 ноября 2006                   | 2825        |
|      | Флаг городского округа Воротынский           | 21 августа 2015 17 сентября 2019 | 10556       |
|      | Флаг городского округа город Выкса           | 28 февраля 2017                  | 11363       |
|      | Флаг городского округа Навашинский           | 8 декабря 2020                   | 13293       |

| Флаг | Наименование                            | Дата утверждения              | Номер в ГГР |
| ---- | --------------------------------------- | ----------------------------- | ----------- |
|      | Флаг городского округа город Первомайск | 10 августа 2016               | 11118       |
|      | Флаг городского округа Перевозский      | 24 марта 2005 27 февраля 2019 | 1867        |
|      | Флаг городского округа Сокольский       | 19 июля 2019                  | 12426       |
|      | Флаг городского округа город Шахунья    | 28 июня 2013                  | 8645        |

## Флаги муниципальных округов
| Флаг | Наименование                             | Дата утверждения                | Номер в ГГР |
| ---- | ---------------------------------------- | ------------------------------- | ----------- |
|      | Флаг Богородского муниципального округа  | 15 февраля 2018 15 октября 2020 | 11714       |
|      | Флаг Бутурлинского муниципального округа | 5 августа 2016                  | 11116       |
|      | Флаг Вадского муниципального округа      | 29 апреля 2016                  | 11027       |
|      | Флаг Лысковского муниципального округа   | 28 июня 2006 17 февраля 2021    | 2639        |

| Флаг | Наименование                             | Дата утверждения | Номер в ГГР |
| ---- | ---------------------------------------- | ---------------- | ----------- |
|      | Флаг Павловского муниципального округа   | 23 сентября 2019 | 12567       |
|      | Флаг Починковского муниципального округа | 9 июня 2017      | 11374       |
|      | Флаг Тоншаевского муниципального округа  | 13 ноября 2009   | 5762        |
|      | Флаг Уренского муниципального округа     | 30 декабря 2019  | 12819       |

## Флаги муниципальных районов
| Флаг | Наименование                                   | Дата утверждения | Номер в ГГР |
| ---- | ---------------------------------------------- | ---------------- | ----------- |
|      | Флаг Арзамасского муниципального района        | 7 апреля 2005    | 1848        |
|      | Флаг Большеболдинского муниципального района   | 2017             | 11404       |
|      | Флаг Большемурашкинского муниципального района | 27 сентября 2012 | 7958        |
|      | Флаг Вачского муниципального района            | 25 сентября 2014 | 9738        |
|      | Флаг Володарского муниципального района        | 23 сентября 2016 | 11039       |
|      | Флаг Воскресенского муниципального района      | 24 апреля 2015   | 10258       |
|      | Флаг Городецкого муниципального района         | 28 августа 2007  | 3532        |
|      | Флаг Княгининского муниципального района       | 11 апреля 2016   | 10944       |

| Флаг | Наименование                                          | Дата утверждения | Номер в ГГР |
| ---- | ----------------------------------------------------- | ---------------- | ----------- |
|      | Флаг муниципального образования Краснобаковский район | 19 декабря 2016  | 11245       |
|      | Флаг Кстовского муниципального района                 | 26 сентября 2006 |             |
|      | Флаг Краснооктябрьского муниципального района         | 30 марта 2012    |             |
|      | Флаг Лукояновского муниципального района              | 7 октября 2016   | 11131       |
|      | Флаг Сергачского муниципального района                | 29 июня 2016     | 11029       |
|      | Флаг Сеченовского муниципального района               | 21 июня 2019     | 12481       |
|      | Флаг Сосновского муниципального района                | 24 апреля 2015   | 10345       |
|      | Флаг Тонкинского муниципального района                | 22 июня 2017     | 11548       |

## Флаги городских поселений
| Флаг | Наименование                                                                          | Дата утверждения | Номер в ГГР |
| ---- | ------------------------------------------------------------------------------------- | ---------------- | ----------- |
|      | Флаг муниципального образования «Город Володарск» Володарского муниципального района  | 30 июня 2011     |             |
|      | Флаг муниципального образования городского поселения «город Кстово» Кстовского района | 30 января 2014   |             |

| Флаг | Наименование                                                                                   | Дата утверждения | Номер в ГГР |
| ---- | ---------------------------------------------------------------------------------------------- | ---------------- | ----------- |
|      | Флаг муниципального образования рабочий посёлок Центральный Володарского муниципального района | 17 июля 2014     |             |
|      | Флаг городского поселения город Чкаловск Чкаловского муниципального района                     | 18 июня 2013     | 8510        |

## Флаги сельских поселений
| Флаг | Наименование                                                                             | Дата утверждения | Номер в ГГР |
| ---- | ---------------------------------------------------------------------------------------- | ---------------- | ----------- |
|      | Флаг муниципального образования Ильинского сельсовета Володарского муниципального района | 30 июля 2013     |             |
|      | Флаг муниципального образования Мулинского сельсовета Володарского муниципального района | 23 июля 2014     | 10201       |

## Флаги упразднённых муниципальных образований
| Флаг | Наименование                                                                      | Дата утверждения | Номер в ГГР | Примечания |
|      | Флаг муниципального образования «город Лысково» Лысковского муниципального района | 26 декабря 2006  | 2907        | Законом Нижегородской области от 29 апреля 2020 года № 37-ОЗ все муниципальные образования Лысковского муниципального района были преобразованы в Лысковский муниципальный округ |

## Упразднённые флаги
| Флаг | Наименование                            | Дата утверждения | Дата отмены      |
| ---- | --------------------------------------- | ---------------- | ---------------- |
|      | Флаг Богородского муниципального района | 16 февраля 2017  | 15 февраля 2018  |
|      | Флаг Володарского муниципального района | 17 июля 2009     | 23 сентября 2016 |
|      | Флаг Сеченовского муниципального района | 27 июля 2012     |                  |

| Флаг | Наименование                                                                           | Дата утверждения | Дата отмены    |
| ---- | -------------------------------------------------------------------------------------- | ---------------- | -------------- |
|      | Флаг Тонкинского муниципального района                                                 | 19 июля 2012     | 22 июня 2017   |
|      | Знамя муниципального образования городского поселения «город Кстово» Кстовского района | 6 октября 2006   | 30 января 2014 |